# M'hamid
M'hamid ou Mhamid é uma vila do sudeste de Marrocos, que pertence à província de Zagora e à região de Souss-Massa-Drâa. Situada num oásis do vale do Drá, junto à fronteira com a Argélia e no fim das estrada N9 que liga a Zagora, é a principal localidade de M'hamid el Ghizlane ("planície das gazelas").
No passado foi um local importante para o comércio transaariano. Atualmente tem alguma popularidade turística pela sua proximidade com as grandes dunas do Erg Chigaga, a 60 km. Perto de M'hamid também existem dunas, o Erg Lehoudi.
Na realidade existem duas M'hamid, uma de cada lado do uádi Drá: a antiga, onde se encontra um grande casbá (fortaleza, castelo), chama-se M'hamid Bali; a nova, um pequeno centro administrativo, chama-se M'hamid El Djedid (M'hami, a Nova). O soco (souk, mercado) semanal de segunda-feira traz animação à vila, embora seja uma sombra pálida da atividade comercial intensa de outrora, quando ali paravam as grandes caravanas que atravessavam o Saara.
A população é constituída por árabes, sobretudo da tribo Nouaji, que no passado comerciavam, sal entre M'hamid e Taudeni, no Mali, berberes nómadas da tribo Aït Atta e de negras como os Draoua e Sidna Bilal, originários do Sudão e que, como os Nouaji, falam hassania (árabe mouro ou mauritano), um dialeto árabe usado no Saara.